# Usulután
Koordinaten: 13° 21′ N, 88° 26′ W

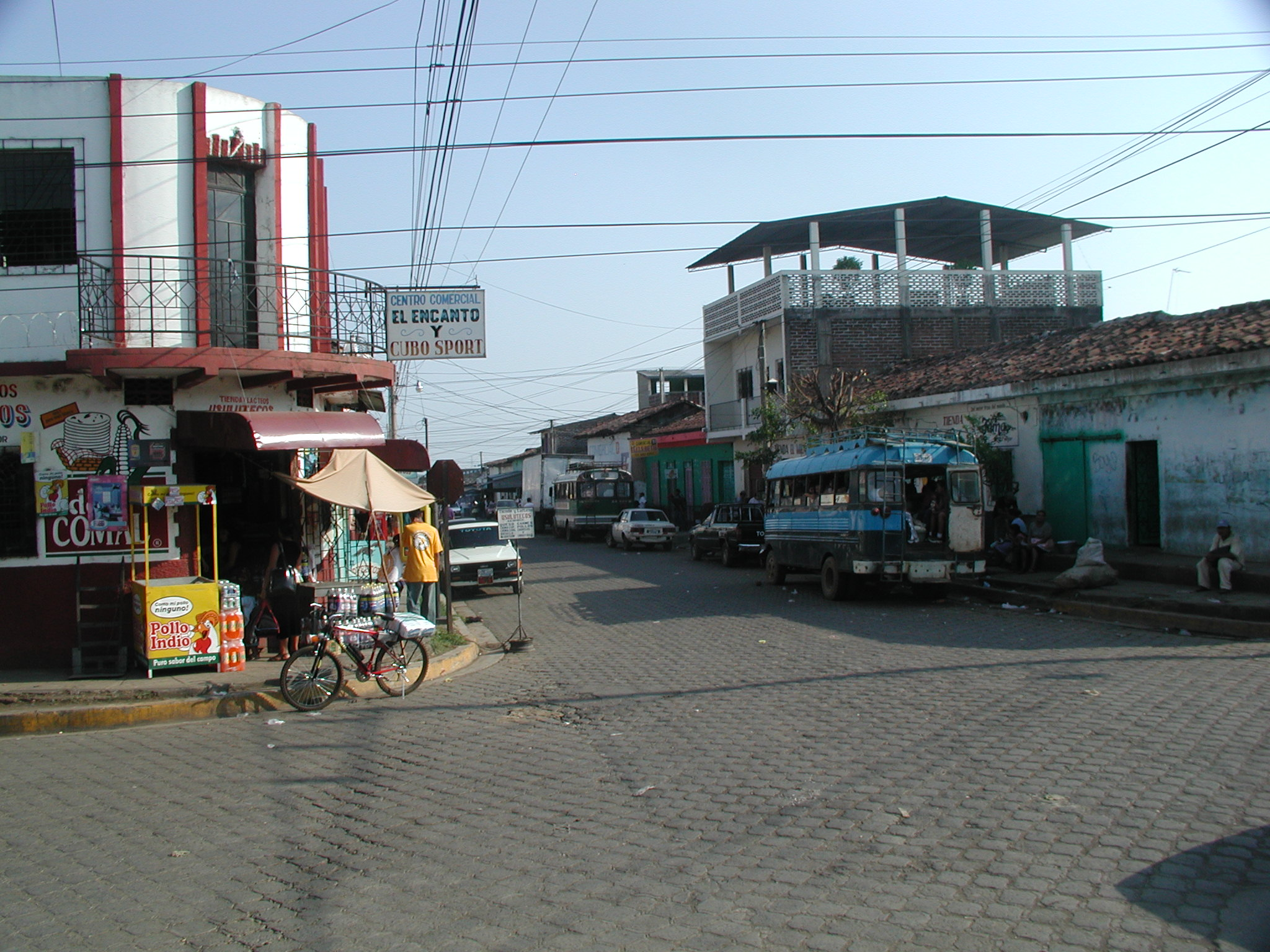
Usulután

Usulután ist die viertgrößte Stadt in El Salvador. Sie ist auch Hauptstadt (cabecera) des Departamento Usulután im Südosten des Landes. Im Jahr 2018 betrug die Bevölkerung 73.064 Einwohner. Die Stadt liegt in einem fruchtbaren Tal und hat eine große landwirtschaftliche Produktion.
Die Stadt wurde stark bei einem Erdbeben im Jahr 2001 beschädigt. Auch richtete der Hurrikan Mitch im Jahr 1998 starke Schäden an.